# Хор (Катар)
Хор (арап. الخور) је приморски град на североистоку Катара, који се налази 50 километара северно од главног града Дохе. Сматран једним од највећих градова Катара, главни је град општине Хор. Име града значи поток на арапском језику, а добило га је јер је првобитно насеље подигнуто на потоку.
Дом је многих запослених у нафтној индустрији због своје близине северним пољима нафте и природног гаса, као и индустријском граду Рас Лафан. Један је од градова домаћина Светског првенства у фудбалу 2022. године, а у њему је такође одиграна и прва утакмица овог издања првенства.